# Sciades latispina
Sciades latispina är en skalbaggsart som först beskrevs av J. Linsley Gressitt 1956.  Sciades latispina ingår i släktet Sciades och familjen långhorningar. Inga underarter finns listade i Catalogue of Life.